# Полет 548 на SABENA
Полет 548 на SABENA е редовен международен пътнически полет, от летище Айдълуайлд, Ню Йорк, Ню Йорк, Съединените американски щати, до летище „Брюксел“, Завентем, Белгия, управляван от SABENA. На 15 февруари 1961 г. самолетът „Боинг 707-329“, който изпълнява полета, се разбива при подход към летище „Брюксел“ и убива всички 72 души на борда и един човек на земята. Смъртните случаи включват целия отбор на Съединените американски щати по фигурно пързаляне, който пътува за Световното първенство по фигурно пързаляне в Прага, Чехословакия.
Точната причина за катастрофата никога не е напълно установена, но властите признават, че най-вероятното обяснение е механична повреда на един от механизмите за управление на самолета, неизправност или на спойлерите на крилото, или на стабилизаторите на опашката. Въпреки че няма достатъчно доказателства, за да се докаже коя от полетните системи е неизправна, Федералната авиационна администрация смята, че механизмът за регулиране на стабилизатора на опашката е повреден, а това му позволява да се движи до „позиция 10,5 градуса с носа нагоре“.
На 10 февруари 2001 г. е открит каменен паметник в Берг-Кампенхаут, близо до мястото на трагедията. Към 2025 г. това е най-смъртоносната самолетна катастрофа, която се случва се на белгийска земя.